# أندرو نويل سكوفيلد
أندرو نويل سكوفيلد (بالإنجليزية: Andrew N. Schofield) هو مهندس مدني ومهندس وبروفيسور بريطاني، ولد في 1 نوفمبر 1930 في كامبريدج في المملكة المتحدة.